# 候井县
候井县，中国古县名。
西汉置候井县，治所在今中华人民共和国河北省东光县西北后城子，属河间国，为河间国四县之一，在河间国最东部，东邻勃海郡。东汉省废。